# Brachiaria fusiformis
Brachiaria fusiformis är en gräsart som beskrevs av John Raymond Reeder. Brachiaria fusiformis ingår i släktet Brachiaria och familjen gräs. Inga underarter finns listade i Catalogue of Life.